# 罗纳德·里根总统图书馆
罗纳德·里根总统图书馆及公共事务中心（英語：Ronald Reagan Presidential Library and Center for Public Affairs）是美国第40任总统罗纳德·里根的总统图书馆及其最終的長眠地。由及联营公司设计，图书馆位于加州西米谷，洛杉矶市中心西北约40英里（64公里）、查茨沃斯以西约15英里（24公里）。罗纳德·里根总统图书馆是国家档案和记录管理局管理的总统图书馆中最大的一个。

## 遭受中华人民共和国政府制裁
2023年4月5日，中華民國總統蔡英文與美國眾議院議長凱文·麥卡錫在里根图书馆进行會面。隨後，中华人民共和国外交部於4月7日表示，里根图书馆涉入推動「台灣獨立」，危害中华人民共和国國家主權，因此宣布對里根图书馆、負責里根圖書館日常維護的里根基金會前執行主任約翰·希布斯奇、首席行政官喬安妮·德雷克實施制裁，並禁止任何中国大陆的組織或個人與里根图书馆進行任何交流或合作。圖書館則回應，對決定主辦麥卡錫領導的兩黨議員與蔡英文及其代表團會晤感到自豪。